# Loi de Tully-Fisher

Graphique illustrant la loi de Tully-Fisher pour des galaxies spirales et lenticulaires

La loi de Tully-Fisher est en astronomie une relation empirique établie entre la luminosité intrinsèque d'une galaxie spirale (proportionnelle à sa masse stellaire) et l'amplitude de sa courbe de rotation.

## Description
La loi de Tully-Fisher a été publiée en février 1977 par les astronomes R. Brent Tully et J. Richard Fisher. Celle-ci permet de calculer la magnitude absolue d'une galaxie spirale et par suite sa distance. Elle relie la vitesse de rotation des étoiles autour du centre d'une galaxie spirale avec la luminosité de celle-ci.
La luminosité d'une galaxie ne peut être déterminée sans la connaissance de sa distance, et inversement, la connaissance de sa luminosité permet de déduire la distance une fois connu l'éclat de la galaxie vue depuis la Terre appelé magnitude apparente.
La vitesse de rotation de la galaxie est aisément mesurable par effet Doppler. La loi de Tully-Fisher permet donc de déterminer la distance de la galaxie. Techniquement, elle n'est pas une chandelle standard, c'est-à-dire basée sur des objets astrophysiques de luminosité fixe, comme peuvent l'être les supernovæ thermonucléaires. Cependant, la loi est relativement directe entre des quantités observables (vitesse de rotation et magnitude apparente) et la distance, aussi peut-on parler de « chandelle standard secondaire ».
Une étude mesurant le comportement de 47 galaxies de toute forme vérifie cette loi de façon systématique.